# Galicija, Žalec
Galicija este o localitate din comuna Žalec, Slovenia, cu o populație de 530 de locuitori.